# Litholomia umbrifasciata
Litholomia umbrifasciata là một loài bướm đêm trong họ Noctuidae.